# AR São Martinho
Der Associação Recreativa de São Martinho ist ein portugiesischer Fußballverein aus der im Distrikt Porto gelegenen Stadt São Martinho do Campo.

## Geschichte
AR São Martinho gründete sich 1958 und spielte lange Zeit nur im regionalen Ligabereich, ehe die Mannschaft Anfang der 1980er kurzzeitig in der zweitklassigen Segunda Divisão antrat. Nach dem Abstieg 1984 spielte sie noch einige Jahre in der Terceira Divisão, ehe sie ab Mitte der 1990er wieder nur auf Distriktebene auflief. 
2015 stieg AR São Martinho aus der Distriktmeisterschaft in die Campeonato de Portugal als dritthöchste Spielklasse auf. 2019 beendete die Mannschaft als Tabellendritte ihrer Staffel einen Punkt hinter AD Fafe, der damit gemeinsam mit dem Staffelsieger FC Vizela in die Aufstiegs-Play-Offs zur zweitklassigen Segunda Liga einzog. 2021 verpasste sie bei einer Ligareform die Qualifikation für die neu eingeführte Liga 3 und trat damit wieder viertklassig an.